# Binningen, Basel-Landschaft
Binningen är en ort och kommun i distriktet Arlesheim i kantonen Basel-Landschaft i Schweiz. Kommunen har 15 664 invånare (2023). Det är en förort till staden Basel.
En majoritet (83,5 %) av invånarna är tyskspråkiga (2014). En italienskspråkig minoritet på 2,8 % lever i kommunen. 26,1 % är katoliker, 30,0 % är reformert kristna och 43,9 % tillhör en annan trosinriktning eller saknar en religiös tillhörighet (2014).

## Kända personer från Binningen
- Peter Monteverdi, bilkonstruktör
- Noah Okafor, fotbollsspelare